# Pavetta tenuissima
Pavetta tenuissima är en måreväxtart som beskrevs av S.D.Manning. Pavetta tenuissima ingår i släktet Pavetta och familjen måreväxter.
Artens utbredningsområde är Kamerun. Inga underarter finns listade i Catalogue of Life.